# Capelleta de Sant Josep (Girona)
La Capelleta de Sant Josep és una petita capella en una façana del municipi de Girona inclosa en l'Inventari del Patrimoni Arquitectònic de Catalunya.

## Descripció
És una capelleta dedicada a Sant Cristòfol. D'arc de punt rodó de pedra, igual que els brancals, polida. Situada damunt la porta de la casa número 3. L'estàtua és senzilla, amb Sant Cristòfol amb un infant als braços i amb la vara florida.